# Loredana Errore
Loredana Errore (Bucarest, 27 ottobre 1984) è una cantante rumena naturalizzata italiana, divenuta famosa grazie alla partecipazione alla nona edizione di Amici di Maria De Filippi in cui si è classificata seconda, dietro ad Emma Marrone.
All'interno della trasmissione, viene notata dal cantautore Biagio Antonacci che le dà il soprannome di Ragazza occhi cielo, il quale accompagna Loredana, rappresentando per questo anche il titolo di singolo ed EP (2010) scritti dal cantautore per lei.
Nella sua carriera ha vinto un Wind Music Award, un Premio Venere d'argento ed un Premio Roma Videoclip, e una candidatura ai TRL Awards 2011.

## Biografia

### L'età infantile e la giovinezza
Nata a Bucarest, viene adottata a pochi mesi di vita da una famiglia di Agrigento, ma per questioni burocratiche viene loro affidata solamente all'età di due anni; fino ad allora vive nell'orfanotrofio di Bucarest, dov'era stata abbandonata dai genitori naturali. Sin da giovane si interessa alla musica partecipando a varie competizioni canore, tra cui il Festival di Napoli 2001, il festival Cantamare 2004 ed il Cantagiro 2008 de Il Cantagiro - Edizione De Carlo, classificandosi al 1º posto nella sezione Cantautori della tappa siciliana del concorso, vittoria che la farà accedere alla finalissima di Fiuggi dove si classificherà al 3º posto con il brano Volo insoluto di sua composizione. Nella stagione 2002-03 la cantante è finalista all'Accademia di Sanremo con il brano L'ha detto Vasco, che però non le consente l'accesso al palco dell'Ariston. Nel 2005 ha composto, inciso ed interpretato il singolo House of Joy che è diventato la sigla della caffettiera Mukka Express Commercial prodotta dalla Bialetti.
Inoltre, nel 2008 è entrata a far parte delle fasi finali del Tour Music Fest diretto da Mogol vincendo una borsa di studio con il maestro Luca Pitteri.

### La partecipazione adAmicied il primo EP:Ragazza occhi cielo
Il 26 settembre 2009 entra a far parte della nona edizione di Amici di Maria De Filippi; prima di partecipare alla trasmissione ha pubblicato, con la casa discografica Dc Records Italy, il singolo Lame. Il 19 marzo 2010 viene pubblicato il suo primo EP, Ragazza occhi cielo, accompagnato dall'omonimo singolo scritto da Biagio Antonacci.
Il 28 dello stesso mese si classifica seconda alla finale del talent show di Canale 5, edizione vinta da Emma.
Dall'EP vengono successivamente estratti come singoli L'ho visto prima io, nel maggio 2010 ed Oggi tocchi a me, nel settembre dello stesso anno.
Sia il singolo che l'EP si sono piazzati al terzo posto delle rispettive classifiche stilate da FIMI. L'ep, dapprima certificato disco d'oro per le oltre 30 000 copie vendute e premiato come CD Oro ai Wind Music Awards 2010, viene successivamente certificato disco di platino per le oltre 70 000 copie vendute, mentre il singolo viene certificato disco d'oro per le oltre 15 000 vendite in digitale.
Successivamente riceve il premio "The Voice" ai Venice Music Awards 2010 e partecipa all'VIII edizione di O'Scià, manifestazione organizzata da Claudio Baglioni.

### La collaborazione con Biagio Antonacci eL'errore, il primo album
Il 21 gennaio 2011, è entrato in rotazione radiofonica il singolo Il muro, estratto come primo singolo dall'album L'errore. Nell'album è anche continuata la collaborazione con Biagio Antonacci.
Il 18 febbraio 2011 duetta con Anna Tatangelo al Festival di Sanremo cantando Bastardo, brano portato in concorso dalla Tatangelo. Sempre in febbraio riceve una nomination ai TRL Awards 2011 nella categoria Best Talent Show Artist. Il 18 marzo 2011 viene pubblicato il secondo singolo Cattiva, realizzato in duetto con Loredana Bertè, tratto dall'album L'errore pubblicato l'8 marzo 2011. Nell'album, Loredana Errore è anche coautrice con Biagio Antonacci. Il 27 aprile 2011 Biagio Antonacci invita ufficialmente la Errore a esibirsi nelle tre date di maggio del suo tour. Il 17 giugno 2011 parte ufficialmente il suo nuovo tour, L'errore Tour. Il 2 settembre viene pubblicato il terzo singolo estratto dall'album, Che bel sogno che ho fatto. Il 23 settembre ha ricevuto il Premio Venere d'argento a Erice. Partecipa all'edizione 2011 di O' Scià, manifestazione organizzata da Claudio Baglioni.

### Pioggia di comete: il secondo album
Il 20 luglio 2012 viene pubblicato il singolo Una pioggia di comete che anticipa il nuovo album della cantautrice agrigentina, Pioggia di comete, in uscita il 28 agosto 2012. Dal 21 agosto è disponibile il preordine su iTunes della Special Edition dell'album, contenente in aggiunta la traccia bonus, Folle stronza (piano e voce) ed il booklet digitale. L'album debutta alla 4ª posizione della Classifica FIMI Album. Il 5 ottobre viene pubblicato il secondo singolo, Ti sposerò, accompagnato dal video vincitore del Premio Roma videoclip — Il cinema incontra la musica. Il 1º marzo 2013 entra in rotazione radiofonica il terzo singolo estratto, L'uomo e la bestia. Il 14 giugno 2013 parte il Pioggia di comete tour con data zero a Nicastro; anticipato il precedente 28 aprile dalla data zero svoltasi a Torretta di Crucoli. Il 27 giugno 2013 apre il concerto degli Stadio come ospite speciale.

#### L'incidente stradale (2013)
Il 4 settembre 2013, mentre era in tour, la cantante rimase coinvolta in un serio incidente automobilistico. A causa del sinistro riportò gravi ferite al volto e alla spina dorsale. In seguito subì un procedimento giudiziario per guida in stato di ebbrezza, conclusosi con l'assoluzione nel 2017, in quanto le analisi sul tasso alcolemico erano state eseguite mentre era priva di sensi.

### Ricomincio da qui Tour 2015
Dopo più di un anno di stop forzato, a maggio 2015 avviene il ritorno sulle scene della cantante con un nuovo tour. Il tour parte il 6 maggio da Licata in provincia di Agrigento. Il 31 maggio, invitata al programma Roxy Bar di Red Ronnie, Loredana Errore interpreta alcuni fra i suoi brani più noti e duetta assieme a Enrico Ruggeri sulle note di Il mare d'inverno. Il 27 ottobre 2015, giorno del suo compleanno, Loredana è ospite su Rai 1 a La vita in diretta. Il 31 dicembre 2015 Loredana è ospite al concerto di fine anno ad Agrigento in piazza Municipio in qualità di guest star per festeggiare il Capodanno 2016.

### Nuovi giorni da vivereprimo singolo eLuce infinita, il terzo album
Il 18 giugno 2016 Loredana Errore incontra i suoi fans ad Aprilia per svelare data d'uscita del nuovo singolo e del nuovo album, rispettivamente il 2 settembre e il 9 settembre 2016.. Il 26 luglio 2016 viene svelato il titolo del terzo album, in uscita il 9 settembre: Luce infinita. Il 5 agosto 2016 viene scelto come primo singolo proveniente dal nuovo progetto discografico della cantante il brano Nuovi giorni da vivere, che viene presentato in anteprima a Domenica Live da Barbara D’urso. Il videoclip musicale che accompagna il singolo viene reso disponibile in anteprima sui profili social della cantante il 1º settembre 2016, diretto dal regista Stefano Bertelli. Testo e musica del brano sono invece firmati da Amara, Diego Calvetti, Emiliano Cecere, Marco Ciappelli e Pacifico Settembre. Fra gli autori dei brani contenuti nell'album spicca un brano inedito del cantautore Franco Califano, intitolato Convincimi.
Il 16 settembre 2016 l'album Luce infinita esordisce al 5º posto della classifica FIMI degli album più venduti in Italia.
Il 23 settembre 2016 Loredana è ospite al concerto di Emma Marrone al PalaLottomatica di Roma e interpreta per l'occasione il nuovo singolo Nuovi giorni da vivere. Subito dopo Loredana e Emma duettano sulle note di Ragazza occhi cielo.

### 2020:C'è vita, il quarto album
Durante un’ospitata televisiva a marzo 2020 da Caterina Balivo a Vieni da me annuncia di essere al lavoro su nuovi progetti musicali. Il 30 aprile 2020 la cantautrice siciliana torna sulle scene musicali pubblicando un nuovo singolo su tutte le piattaforme digitali e in versione vinile, dal titolo 100 Vite. Il 10 luglio esce in radio e in digitale un secondo singolo intitolato È la vita che conta.
Il 30 ottobre 2020 la cantante pubblica, su tutte le piattaforme digitali e anche come 45 giri in una edizione limitata, il nuovo singolo Torniamo a casa, terzo singolo dal nuovo progetto discografico in uscita a novembre 2020.
Il 23 novembre annuncia l'uscita del suo quarto album in studio, con il quale festeggia il decennale della sua carriera. L'album è intitolato C'è vita ed è in uscita il 30 novembre. Contiene sette brani: cinque inediti compresi i singoli 100 vite, È la vita che conta e Torniamo a casa, e due inediti Madrid non va a dormire e Ora che nevica, più due cover, La cura di Franco Battiato e una nuova versione di Ragazza occhi cielo di Biagio Antonacci.
Non c'è pericolo è il nuovo singolo della cantante siciliana. Uscito il 28 maggio 2021, scritto e prodotto da Stefano Paviani e Riccardo Quagliato con chitarre di Andrea Rigonat, è stato presentato in anteprima, assieme al videoclip, sulle pagine di Vanity Fair. Il brano è stato eseguito live durante il programma Unomattina estate in cui è stata ospite.

### 2022:Stelle, il primo album di cover
Il 18 ottobre 2022 la cantante annuncia, tramite i suoi profili social ufficiali, l'uscita di Stelle un album di nove cover più un inedito, contenente nuove interpretazioni di brani cari alla cantante. Il primo singolo estratto è Hai delle isole negli occhi di Tiziano Ferro.

### Anni successivi: il ritorno in tv
Nel 2025 partecipa al programma televisivo Ora o mai più su Rai 1 come concorrente. Durante il programma viene affiancata come coach da Marco Masini e ha l’occasione di duettare con artisti quali Marco Masini stesso, Fabrizio Moro, Paolo Vallesi, Enrico Ruggeri. Loredana risulta vincitrice di puntata durante la quarta puntata del 1° febbraio 2025 reinterpretando La notte, brano di Arisa scritto da Giuseppe Anastasi. Proprio Anastasi scrive per Loredana l’inedito In un abbraccio, presentato durante la finale di Ora o mai più e pubblicato come singolo il 1° marzo 2025 sotto etichetta Altafonte. Parallelamente alla partecipazione di Loredana ad Ora o mai più Azzurra Music, ex casa discografica di Loredana, pubblica una raccolta intitolata “Grandi Successi” contenente i brani contenuti negli album c’è vita, Stelle, il singolo “Non c’è pericolo” ed altre versioni strumentali. Il 21 Maggio seguente parte da Castrofilippo (AG) il tour denominato In un abbraccio Tour 2025. 

## Discografia

### Album in studio
- 2010 - Ragazza occhi cielo
- 2011 - L'errore
- 2012 - Pioggia di comete
- 2016 - Luce infinita
- 2020 - C'è vita
- 2022 - Stelle
- 2025 - Grandi Successi

## Tour
| Anno | Nome Tour                     | Tappe                              | Stato  | Album/EP da promuovere |
| ---- | ----------------------------- | ---------------------------------- | ------ | ---------------------- |
| 2010 | Ragazza occhi cielo tour      |                                    | Italia | Ragazza occhi cielo    |
| 2011 | L'errore tour                 | 34 (29 tappe estive + 5 invernali) | Italia | L'errore               |
| 2013 | Pioggia di comete tour        | 13                                 | Italia | Pioggia di comete      |
| 2015 | Ricomincio da qui             |                                    | Italia |                        |
| 2017 | Ragazza occhi cielo tour 2017 |                                    | Italia |                        |

2025
In un abbraccio tour

## Premi e riconoscimenti
2008
- Borsa di studio con Luca Pitteri al Tour Music Fest[8][9]

2010
- Wind Music Award come Premio CD Platino per l'EP Ragazza occhi cielo
- Venice Music Award come Premio The Voice

2011
- Premio Venere d'argento

2012
- Premio Roma Videoclip – Il Cinema incontra la Musica per Ti sposerò[59]

2013
- FIM Award 2013 - Premio Italia - Voce dell'Anno

## Programmi Televisivi
- Cominciamo bene (Rai 1, 2009) - ospite nella puntata del 21 aprile, cantando il singolo Volo insoluto.
- Amici di Maria De Filippi (Canale 5, Real Time, 2009-2010) - concorrente.
- Top of the Pops (Rai 2, 2010) - ospite nelle puntate del 17 aprile e del 27 novembre cantando rispettivamente i singoli Ragazza occhi cielo e L'ho visto prima io.
- Domenica Cinque (Canale 5, 2010) - ospite nella puntata del 10 maggio, cantando rispettivamente i singoli Ragazza occhi cielo, Ti amo, Gli uomini non cambiano e L'ho visto prima io. + Breve intervista con Barbara D'Urso.
- Wind Music Award (Italia 1, 2010) - ospite.
- Amici di Maria De Filippi (Canale 5, 2011) - ospite in due puntate del pomeridiano per cantare nella prima il singolo Il muro e nella seconda per cantare il singolo Cattiva con Loredana Bertè.
- Festival di Sanremo (Rai 1, 2011)- ospite nella serata dei duetti per duettare con Anna Tatangelo sulle note di Bastardo
- Tu vuo' fa' l'americano (Rai 1, 2011) - ospite nella serata del 14 febbraio, cantando Il muro.
- Domenica in (Rai 1, 2011) - ospite per cantare il singolo Cattiva + Breve intervista.
- Pomeriggio 5 (Canale 5, 2011) - ospite per cantare il singolo Cattiva con Loredana Bertè.
- Una voce per Padre Pio (Rai 1, 2011) - ospite.
- Unomattina in famiglia (Rai 1, 2012) - ospite nella puntata del 7 febbraio,  cantando Ragazza occhi cielo + Breve intervista.
- La vita in diretta (Rai 1, 2015) - ospite nella puntata del 27 ottobre.
- Domenica Live (Canale 5, 2016) - ospite nella puntata del 9 ottobre cantando Nuovi giorni da vivere.
- La vita in diretta (Rai 1, 2018) - ospite nella puntata del 6 febbraio.
- Vieni da me (Rai 1, 2020) - ospite nella puntata del 6 marzo.
- Buongiorno estate (Rai 2, 2021) - ospite nella puntata del 17 luglio, cantando il singolo Non c'è pericolo.
- Ora o mai più (Rai 1, 2025) - concorrente.
- Da noi... a ruota libera (Rai 1, 2025) - ospite nella puntata del 2 febbraio.
- La volta buona (Rai 1, 2025) - ospite nelle puntate del 3 Febbraio e del 13 marzo.
- I fatti vostri (Rai 2, 2025) - ospite nella puntata del 14 Febbraio.
- Sabato in diretta (Rai 1, 2025) - ospite nella puntata dell’8 Marzo.
- Le iene (Italia Uno, 2025) - ospite nella puntata del 1 Aprile.

## Altre attività
2005
Spot Pubblicitari
- Mukka Express Commercial caffettiera prodotta dalla Bialetti (autrice, compositrice ed interprete della sigla, intitolata House of Joy)[7]

2006
Corista
- Cucculampà di Antoine Michel, sigla di apertura della IV edizione di O'scià[60]